# Ionenwisselaar
Ionenwisselaars zijn bolletjes van gesulfoneerde kunsthars die ongewenste ionen uit een vloeistof (normaal gesproken water) kunnen verwijderen door ze uit te wisselen tegen andere ionen.

## Werking

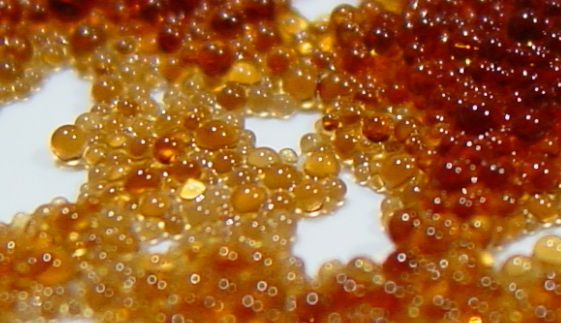
Ionenwisselaarharsballetjes

De vloeistof wordt over een met bolletjes ionenwisselaarhars gevulde kolom gegoten. De ongewenste ionen in de vloeistof wisselen met de ionen die op de drager gehecht zijn. Er wordt gewisseld met gelijkwaardige elektrovalenties, zo zal Ca2+ op de drager door twee protonen worden gewisseld. Het zuiveringsrendement is sterk afhankelijk van het type ionenwisselaar en de gebruikte harssoorten. Meestal wordt in het lab deze methode gebruikt om bijvoorbeeld calcium te bepalen: de ontstane protonen binden met water en maken de oplossing zuur; de hoeveelheid zuur die terug getitreerd wordt met natronloog staat recht evenredig aan de concentratie calcium-ionen. Deze methode verdient de voorkeur boven een directe titratie.
De ionenwisselaar kan na gebruik worden geregenereerd door de harsbolletjes te spoelen met een regeneratievloeistof, die een hoge concentratie regeneratiemiddel (zout, zoutzuur of natronloog) bevat met een bepaalde pH. Het type regeneratiemiddel is afhankelijk van het type ionenwisselaar. Door na te spoelen met behandeld water wordt restvervuiling verwijderd en is de ionenwisselaar weer bruikbaar.
Het toegepaste type ionenwisselaar is sterk afhankelijk van de gewenste waterkwaliteit, als niet al te hoge eisen aan de waterkwaliteit worden gesteld volstaat de goedkopere substitutie van ionen, bij hoogwaardige toepassingen zoals ketelvoedingswater zal worden geprobeerd om alle ionen te verwijderen zodat alleen zuiver water overblijft. Ook is het mogelijk om ionenwisselaars te gebruiken zodat verschillende typen ionen van elkaar gescheiden worden.

## Substitutie
Een ionenwisselaar wordt onder andere gebruikt als ontharder van water dat gebruikt wordt in aquaria met vissen die niet tegen hard water kunnen, en bij de bereiding van industriewater. De bolletjes kunsthars bevatten Na+-ionen die door Ca2+ of Mg2+ worden verdrongen; voor elk tweewaardig ion dat uit het water verdwijnt, komen er twee natriumionen terug. Als de Na+-ionen zijn uitgewisseld kan de wisselaar worden geregenereerd door het met een geconcentreerde oplossing van NaCl (keukenzout) te spoelen.

## Ionenverwijdering / gedemineraliseerd water
Een andere toepassing bevindt zich in de industrie. Voor het verkrijgen van zeer zuiver water (ultrapuur water genoemd) bijvoorbeeld voedingwater voor het maken van stoom, wordt een demineralisatie-installatie (demiwaterinstallatie) toegepast. In het laboratorium wordt demiwater veel gebruikt als vervanging voor het veel duurdere (verwarmingskosten) gedestilleerd water (aqua dest). Een veel toegepaste versie is als volgt samengesteld.
Het water stroomt eerst door een kationenwisselaar. In het kationhars worden alle positieve ionen verwisseld voor een waterstofion. Het water dat dit "filter" verlaat is zeer zuur.
{\displaystyle {\ce {Na+(aq) + RSO3H+(s) + H2O(l) -> RSO3Na+(s) + H3O+(aq)}}}
De volgende stap is het verwijderen van het carbonaat. Doordat het carbonaat in oplossing is met zuur water ontstaat koolzuur, H2CO3 dat echter gemakkelijk ontleedt:
{\displaystyle {\ce {H2CO3(aq) -> H2O(l) + CO2(aq)}}}
Door het water in een zogenaamde CO2-toren naar beneden te laten stromen en tegelijkertijd in tegenstroom lucht door de toren te blazen, kan het opgeloste CO2- verwijderd worden.
De laatste stap in dit proces is de anionwisselaar. In het anionfilter worden de overgebleven negatieve ionen vervangen door hydroxide-ionen. Nadat de ionen zijn uitgewisseld reageren de waterstofionen met de hydroxideionen tot water.
{\displaystyle {\ce {Cl^{-}(aq) + H+(aq) + ROH^{-}(s) -> RCl^{-}(s) + H2O(l)}}}
De geleidbaarheid van het water na dit proces ligt normaal gesproken tussen 0,2 en 4 microsiemens/centimeter. Door toepassing van een mengbedfilter kan dit nog worden verlaagd naar 0,055 tot 0,2 μS/cm.